# Gießener Konzertverein
Der Gießener Konzertverein gehört zu den traditionsreichsten Vereinen der mittelhessischen Stadt Gießen. Seine Aufgabe ist laut Satzung die Förderung und Pflege der geistlichen und weltlichen Chormusik durch einen gemischten Chor. Im kulturellen Leben der Stadt spielt er seit vielen Jahren eine bedeutende Rolle.

## Musikalische Gesellschaft
Der Verein geht auf die Musikalische Gesellschaft zurück, die der Musikliebhaber Professor Georg Thom im März 1792 gegründet hat. Damit ist er einer der ältesten bürgerlichen Konzertvereine in Deutschland überhaupt. (Der älteste, die Sing-Akademie zu Berlin, wurde im Mai 1791 gegründet.) Zunächst war die Musikalische Gesellschaft als Orchestervereinigung tätig, 1819 wurde sie durch einen Akademischen Gesangsverein ergänzt. Bedeutende Komponisten wie Carl Maria von Weber und berühmte Solisten gaben im 19. Jahrhundert ihre Konzerte in Gießen in Zusammenarbeit mit der Musikalischen Gesellschaft.

## Konzertverein und Stadttheater
1863 erfolgte die Umbenennung auf den bis heute gültigen Namen Gießener Konzertverein mit damals über 100 Mitgliedern. 
Um seine Existenz im Dritten Reich zu sichern, verfasste der Vorstand am 11. Oktober 1933 ein durchgängig im NS-Jargon abgefasstes Schreiben an die Stadtverwaltung mit der Aufforderung, an der Neugestaltung des Konzertvereins im nationalsozialistischen Sinne mitzuwirken. Mit der Bejahung nationalsozialistischen Gedankenguts und der Beförderung seiner eigenen Gleichschaltung im Sinne des Nationalsozialismus, positionierte sich der Verein bewusst und aktiv als Vertreter  der NS-Ideologie. Die Forderung nach einem „von einem einheitlichen Führerwillen geleitete, kulturbewusste und deutschbewusste Betreuung des Musiklebens“ wurde von Otto Eger als stellvertretenden Vorsitzenden gemeinsam mit drei weiteren Mitgliedern persönlich und handschriftlich unterschrieben. Der Erste Vorsitzende des Konzertvereins, der Theologe Gustav Krüger, hat hingegen nicht unterschrieben. Die genaueren Umstände und Motive, die zu diesem Schreiben geführt haben, sind bislang nicht bekannt.
1935 wurde die enge Zusammenarbeit zwischen dem Stadttheater Gießen und dem Konzertverein etabliert, die bis heute als erfolgreiche Partnerschaft fortgeführt wird. Regelmäßig wurden gemeinsame Sinfonie- und Oratorienkonzerte veranstaltet. Nach dem Zweiten Weltkrieg wurde 1946 zunächst ein Philharmonischer Chor gegründet, der Ende der 1940er Jahre mit dem Konzertverein fusionierte.

## Aufschwung nach dem Zweiten Weltkrieg
Seit der Wiederaktivierung des Konzertvereins nach dem Zweiten Weltkrieg im Jahre 1946 wurden über 250 große Chorwerke aufgeführt (siehe Weblinks). Während nach dem Zweiten Weltkrieg bis 1966 zunächst die Musikdirektoren der Gießener Universität die Werke einstudierten und auch zur Aufführung brachten, wurden seitdem Einstudierung und Aufführung von den Chordirektoren oder Generalmusikdirektoren (GMD) des Stadttheaters Gießen übernommen. Dadurch wurde die enge Zusammenarbeit von Konzertverein und Stadttheater besonders unterstrichen.
Zurzeit gehören dem Verein etwa 60 Mitglieder an, die fast alle im Chor aktiv sind. Die Aufgabe des Vereins ist laut Satzung „die Förderung und Pflege der geistlichen und weltlichen Chormusik von der Renaissance bis zur Modernen durch einen gemischten Chor“. Seit 1971 in Chorgemeinschaft mit der Singakademie Wetzlar und in fester Zusammenarbeit mit dem Stadttheater Gießen und seinem Philharmonischen Orchester werden in der Regel jährlich zwei große Produktionen einstudiert und aufgeführt.

## Leiter der Chorkonzerte seit 1946
- Karl-Heinz Eckert,	Universitäts-Musikdirektor, 	1946–1951
- Kurt Utz, 	        Universitäts-Musikdirektor,	1951–1966
- Gerd Heidger,	        GMD Stadttheater, 	        1966–1991
- Walter Hamel,	        Chordirektor und Kapellmeister,	1971–1992
- David De Villiers,	GMD Stadttheater,	        1991–1996
- Martin Gärtner,	Kapellmeister,	                1992–1993
- Andreas Ortwein,	Chordirektor,	                1994–1995
- Bernhard Steiner,	Chordirektor,	                1995–1998
- Michael Hofstetter,	GMD Stadttheater,	        1998–1999
- Stefan Malzew, 	GMD Stadttheater,	        2000–2001
- Carlos Spierer,       GMD Stadttheater,	        seit 2004
- Jan Hoffmann,	        Chordirektor und Kapellmeister,	seit 1999
- Moritz Laurer, Chordirektor, seit 2023[2]

## Aufführungen der letzten Jahre
Seit 1999 hat der Chordirektor des Stadttheaters, Jan Hoffmann, zunächst die Einstudierung, später regelmäßig auch das Dirigat übernommen. Unter seiner Einstudierung bzw. musikalischen Leitung kamen unter anderem folgende Werke zur Aufführung (chronologisch nach Komponisten geordnet):
- Georg Friedrich Händel: Messiah (deutsch 1999, englisch 2009)
- Johann Sebastian Bach: Weihnachtsoratorium
- Wolfgang Amadeus Mozart: Große Messe in c-Moll
- Ludwig van Beethoven: 9. Sinfonie, Missa solemnis
- Hector Berlioz: L’enfance du Christ
- Felix Mendelssohn Bartholdy: Elias, Paulus,  Athalia, Die erste Walpurgisnacht, Wie der Hirsch schreit (op 42), Sinfonie Nr. 2 „Lobgesang“
- Robert Schumann: Das Paradies und die Peri
- Anton Bruckner: Messe f-moll
- Johannes Brahms: Ein deutsches Requiem, Schicksalslied, Nänie, Alt-Rhapsodie
- Giuseppe Verdi: Messa da Requiem
- Giacomo Puccini: Messa di Gloria
- Antonín Dvořák: Stabat mater
- Carl Orff: Carmina Burana (2000, 2006)
- Edward Elgar: The Dream of Gerontius
- Ralph Vaughan Williams: A Sea Symphony
- Michael Tippett: A Child of Our Time
- Francis Poulenc: Gloria
- Gabriel Fauré: Requiem
- Leonard Bernstein: Chichester Psalms
- Ariel Ramírez: Misa Criolla

## Kammerchor Gießen-Wetzlar
Der Gießener Konzertverein und die Wetzlarer Singakademie haben im Jahr 1995 gemeinsam den Kammerchor Gießen-Wetzlar ins Leben gerufen, um das bestehende Repertoire auch auf A-cappella-Musik und kleiner besetzte Formen zu erweitern. Unter der Leitung von Jan Hoffmann spezialisierte sich der Kammerchor auf die Pflege geistlicher und weltlicher Vokalwerke in kleiner Besetzung. Er setzte sich sowohl aus engagierten Mitgliedern des Konzertvereins und der Singakademie als auch aus anderen Sängerinnen und Sängern zusammen. Mit der Aufführung von Bachs Matthäus-Passion am 3. April 2012 wurde der Chorbetrieb eingestellt.